# Rakowo (Gniezno)
Pour les articles homonymes, voir Rakowo.
Rakowo (prononciation : [raˈkɔvɔ]) est un village polonais de la gmina de Czerniejewo dans le powiat de Gniezno de la voïvodie de Grande-Pologne dans le centre-ouest de la Pologne.
Il se situe à environ 4 kilomètres à l'ouest de Czerniejewo (siège de la gmina), à 15 kilomètres au sud-est de Gniezno (siège du powiat) et à 34 kilomètres à l'est de Poznań (capitale régionale).

## Histoire
De 1975 à 1998, le village faisait partie du territoire de la voïvodie de Poznań.

Depuis 1999, Rakowo est situé dans la voïvodie de Grande-Pologne.